# 八代市立有佐小学校
八代市立有佐小学校（やつしろしりつ ありさしょうがっこう）は、熊本県八代市鏡町中島にある公立の小学校。

## 概要
歴史
1874年（明治7年）に創立。現校名になったのは2005年（平成17年）。2024年（令和6年）に創立150周年を迎えた。
校章
桜の花弁を背景にして、中央に校名の略称である「有小」の文字（縦書き）を配している。
校歌
1950年（昭和25年）に創立75周年を記念して制定。
通学区域
八代市のうち、「鏡町下有佐、鏡町有佐、鏡町中島、鏡町下村」。中学校区は八代市立鏡中学校。

## 沿革
- 1874年（明治7年）7月5日 - 「有佐村下村小学校 有佐支校」が創立。
- 1878年（明治11年）9月11日 - 本校と支校（分校）を合併。現在地に校舎が完成。
- 1887年（明治20年）4月 - 小学校令施行により、簡易科（3年制）を設置の上、「簡易有佐小学校」に改称。
- 1889年（明治22年）
  - 4月1日 - 町村制の施行により、八代郡4村（中島・下・有佐・下有佐）が合併の上、「有佐村」が発足。
  - 11月 - 尋常科（4年制）を設置の上、「尋常有佐小学校」に改称[3]。
- 1893年（明治26年）1月 - 「有佐尋常小学校」に改称[3]。
- 1908年（明治41年）4月 - 改正小学校令により、尋常科（義務教育年限）が4年制から6年制に改められる。尋常科5年を新設。
- 1909年（明治42年）4月 - 尋常科6年を新設。
- 1921年（大正10年）2月 - 校地を拡張[3]。
- 1922年（大正11年）11月 - 校舎を増築[3]。
- 実施年月日不詳 - 高等科（2年制）を併置の上、「有佐尋常高等小学校」に改称。
- 1941年（昭和16年）4月1日 - 国民学校令施行により、「有佐村有佐国民学校」に改称。尋常科を初等科に改める。
- 1947年（昭和22年）- 学制改革が行われる（六・三制の実施）。
  - 4月1日 - 国民学校初等科が、新制小学校「有佐村立有佐小学校」に改組・改称。
  - 4月 - 国民学校高等科が、青年学校普通科とともに、新制中学校「有佐村立有佐中学校」に改組・改称。小学校に併置される。
- 1948年（昭和23年）6月 - PTAを結成。
- 1950年（昭和25年）7月 - 創立75周年を記念して校歌を制定。
- 1951年（昭和26年）1月7日 - 併置の有佐中学校が、宮原町外二ヶ村[4]中学校組合立氷川中学校への統合により閉校。
- 1955年（昭和30年）2月1日 - 1町（鏡）および2村（有佐・文政）の合併により、「鏡町」が発足。これにより「鏡町立有佐小学校」に改称。
- 1956年（昭和31年）9月 - 完全給食を開始。
- 1960年（昭和35年）3月 - 木造2階建て新校舎（8教室）が完成。
- 1962年（昭和37年）10月 - プールが完成。
- 1967年（昭和42年）1月 - 体育館が完成。
- 1968年（昭和43年）9月 - 標準服着用を決定。
- 1971年（昭和46年）7月 - 第二校舎など、床上浸水の被害を受ける。
- 1974年（昭和49年）9月28日 - 創立100周年記念式典を挙行。
- 1981年（昭和56年）12月 - 新校舎および給食室が完成。
- 1994年（平成6年）3月 - 新体育館が完成。
- 1999年（平成11年）3月 - 芝生の山が完成。
- 2003年（平成15年）8月 - 正門と西門に門扉を設置。ワクワクルームを新設。
- 2005年（平成17年）8月1日 - 八代市との合併により、「八代市立有佐小学校」（現校名）に改称。
- 2024年（令和6年）11月24日 - 創立150周年記念式典を挙行。

## 交通アクセス
最寄りの鉄道駅
- JR九州 鹿児島本線 「有佐駅」

最寄りのバス停留所
- 九州産交バス
  - 「八代市鏡支所前」停留所
  - 「氷川中学校・八代北部地域医療センター前」停留所

最寄りの幹線道路
- 国道3号

## 周辺
- 有佐保育園
- 宮原慈光保育園
- 中野菅原神社
- 称讃寺
- 光沢寺
- 氷川町及び八代市中学校組合立氷川中学校